# Carlo Maciachini

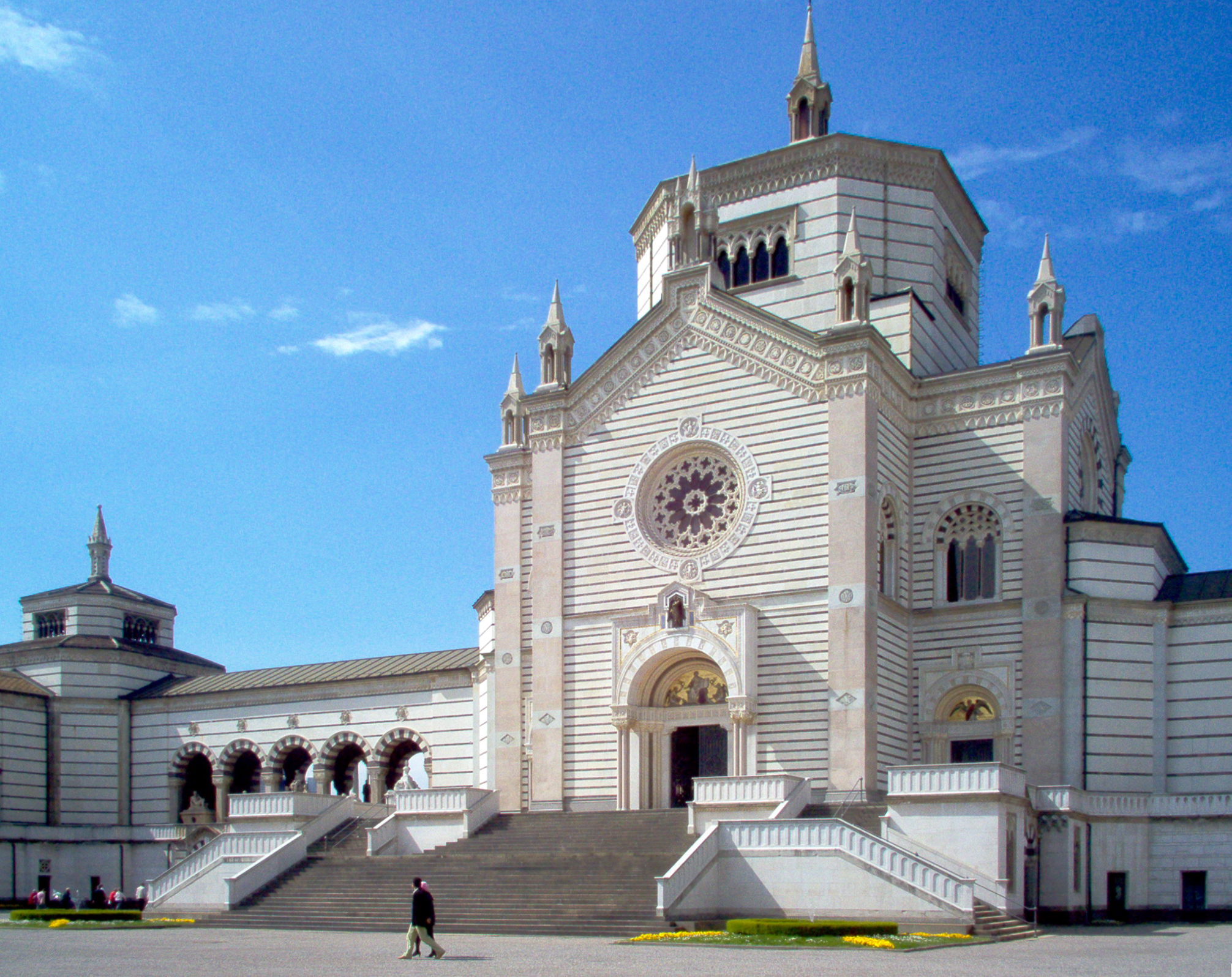
Il Famedio del Cimitero Monumentale di Milano, opera di Carlo Maciachini (1863)

Carlo Francesco Maciachini (Maciacchini, Macciacchini) (Induno Olona, 2 aprile 1818 – Varese, 10 giugno 1899) è stato un architetto italiano.

## Biografia
Nato da una famiglia contadina del varesotto, manifestò sin da giovane la sua attitudine per le opere di intaglio e nel 1838 si trasferì a Milano dove, dopo aver frequentato l'Accademia di belle arti di Brera, ottenne il diploma di architetto.
La sua opera più famosa è senz'altro il Cimitero Monumentale di Milano, la cui costruzione gli venne affidata nel 1863; dopo il Monumentale continuò ad occuparsi della costruzione o della ristrutturazione di edifici funerari e di chiese, principalmente a Milano, ma anche nel resto della Lombardia, nel Veneto e nel Friuli-Venezia Giulia. Nella sua città natale completa l'ampliamento della Chiesa di San Giovanni Battista, posta nel centro di Induno Olona. Dopo la sua morte, avvenuta nel 1899, venne sepolto nel Cimitero Monumentale da lui stesso edificato.
A Carlo Maciachini è stato dedicato un piazzale sulla circonvallazione esterna di Milano, dove nel 2003 è stata inaugurata l'omonima stazione metropolitana sulla linea M3.

## Alcune opere

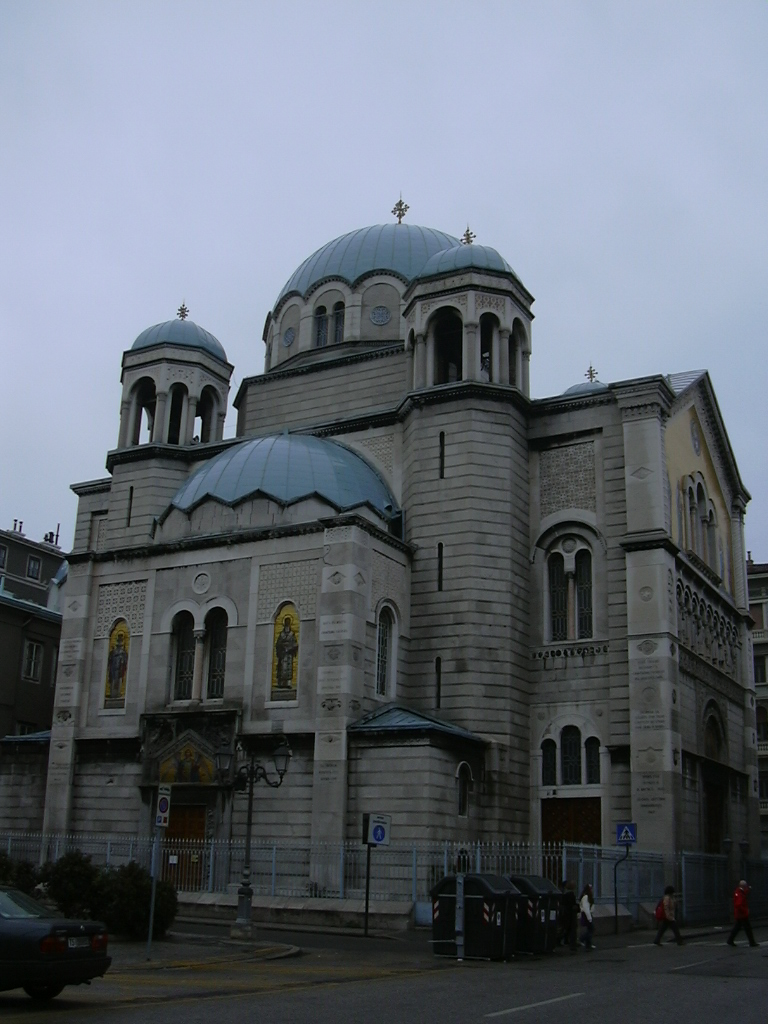
Tempio di San Spiridione a Trieste (1859)
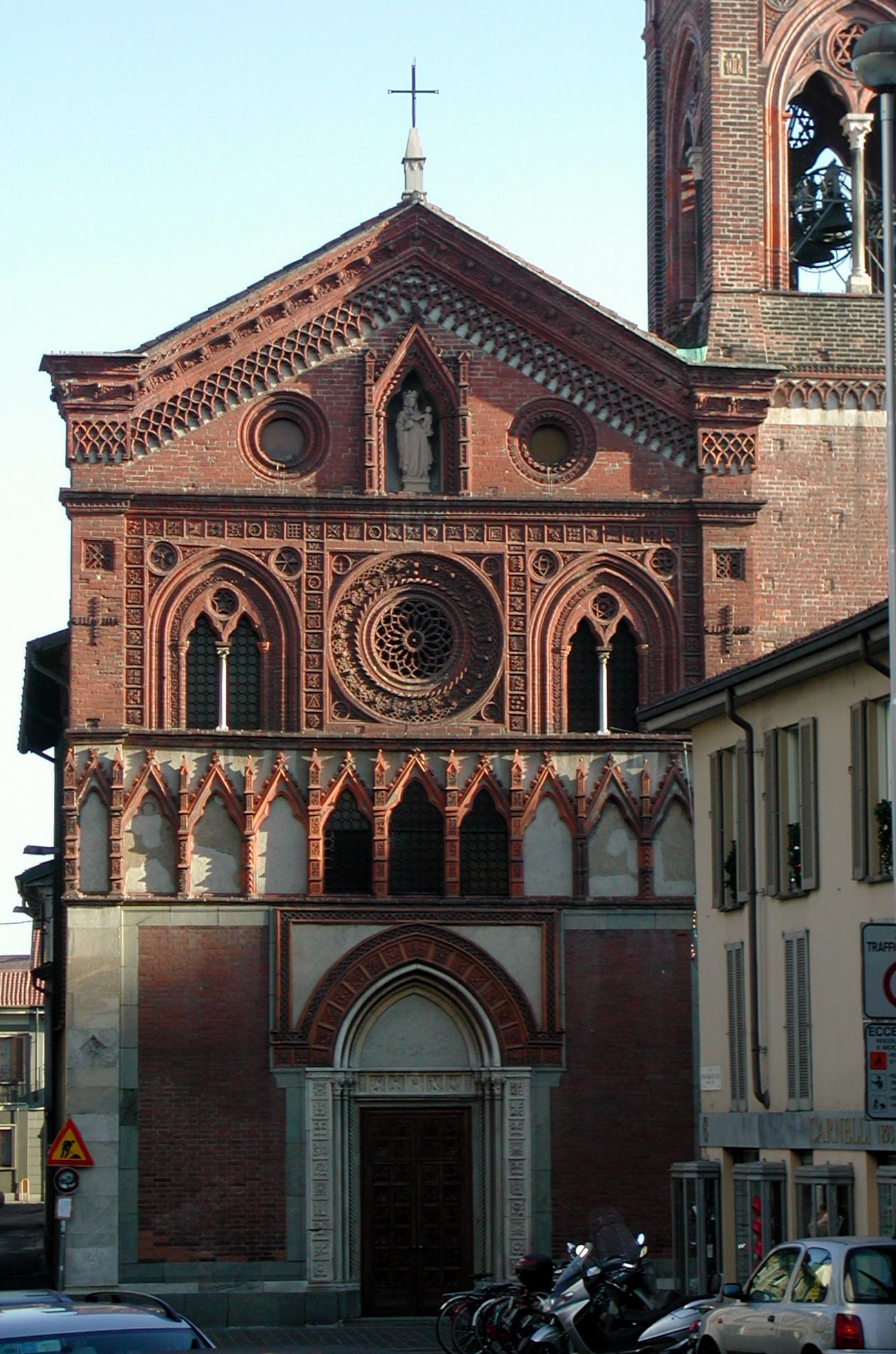
Facciata della chiesa di Santa Maria in Strada a Monza (1870)
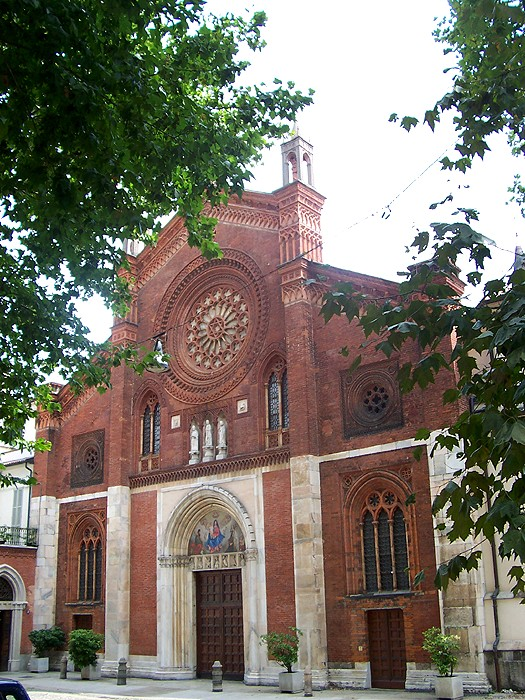
Facciata della chiesa di San Marco a Milano (1871)
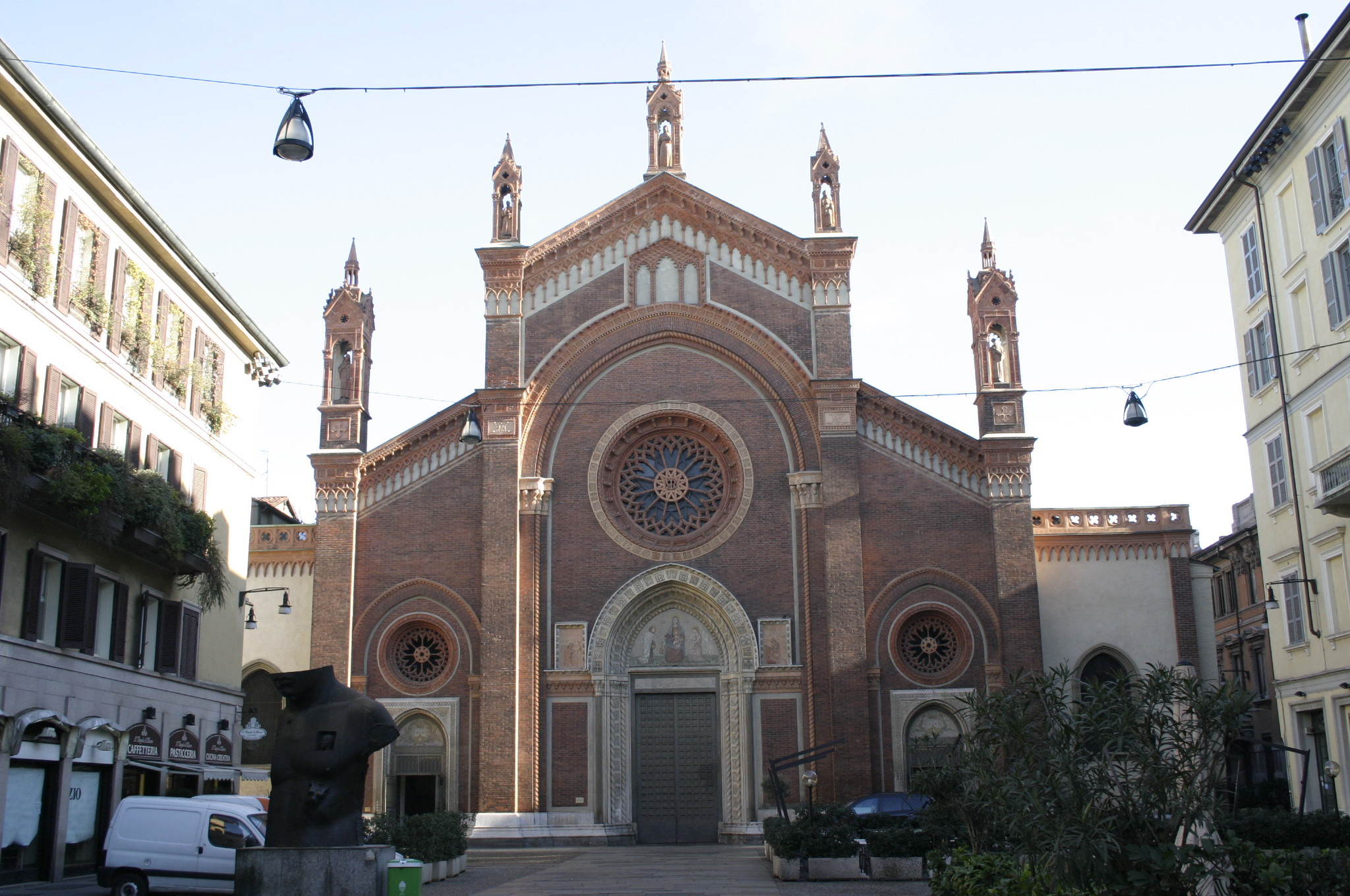
Facciata della chiesa di Santa Maria del Carmine a Milano (1880)
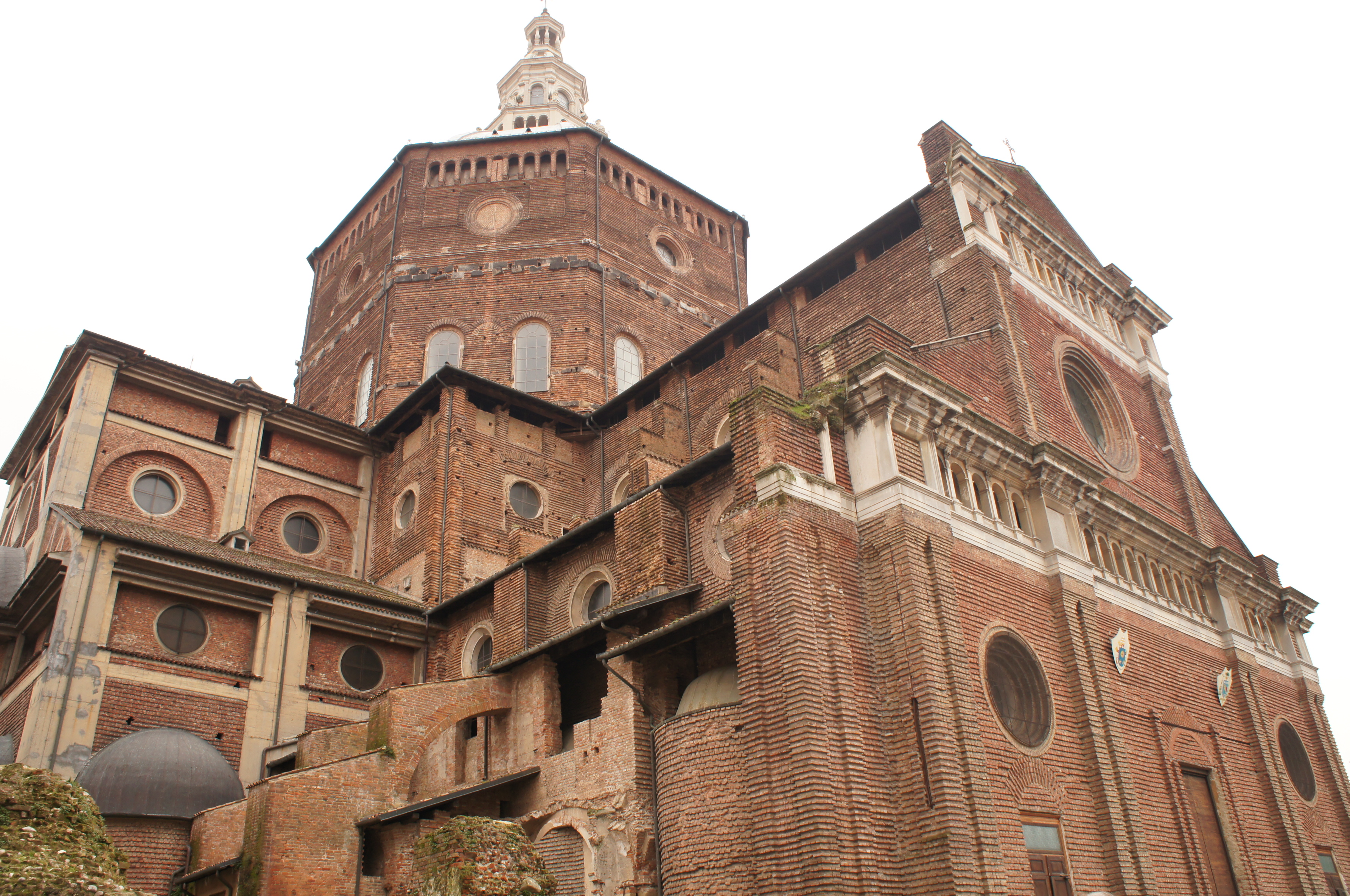
Cupola e facciata del Duomo di Pavia (1882-1885)
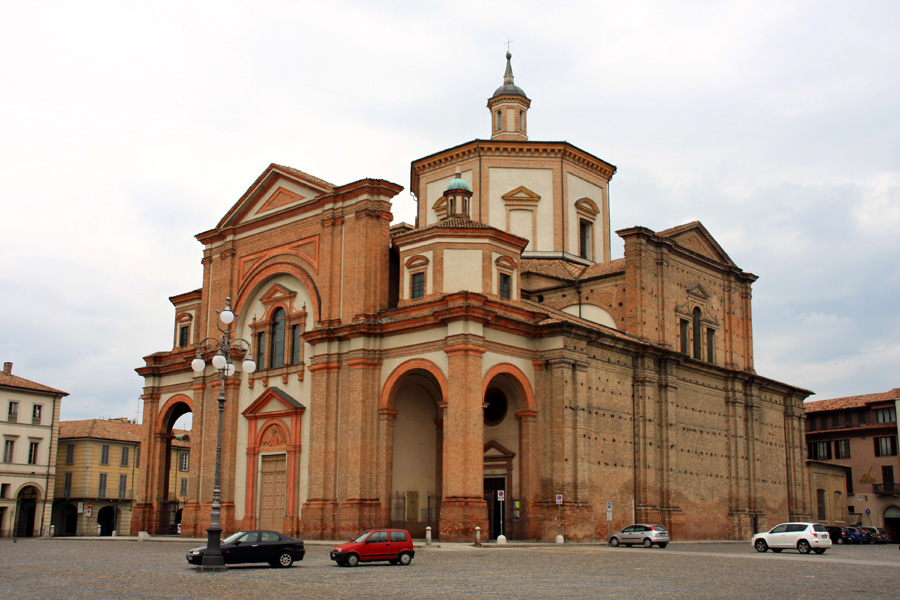
Facciata del Duomo di Voghera (1874/1881)
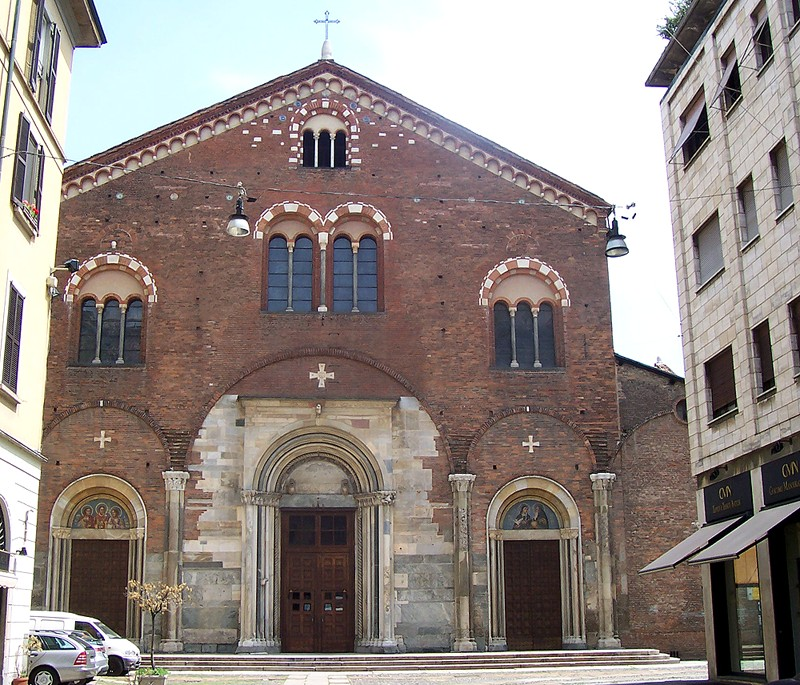
Facciata della Basilica di San Simpliciano a Milano (1870)